# یان گیو
یان گیو (سوئدی: Jan Guillou؛ ‏ تلفظ سوئدی: [ˈjɑ:n ɡɪˈju:]؛ ‏ فرانسوی: [ɡiju]؛ زادهٔ ۱۷ ژانویهٔ ۱۹۴۴) مؤلف، نویسنده و روزنامه‌نگار فرانسوی‌تبار اهل سوئد است.
از فیلم‌هایی که وی در آن‌ها نقش داشته‌است، می‌توان به نام رمز کُک روژ، انتقام، همیلتون و بازجویی اشاره نمود.